# Rafael Álvarez
Pour les articles homonymes, voir Álvarez.
Rafael Álvarez Revilla né le 16 février 1998, est un joueur espagnol de hockey sur gazon. Il évolue au poste de gardien de but au Sanse Compultense et avec l'équipe nationale espagnole.

## Carrière
Il a débuté en équipe première le 8 février 2020 contre l'Argentine à Buenos Aires lors de la Ligue professionnelle 2020-2021.